# Cusancin
Der Cusancin ist ein Fluss in Frankreich, der im Département Doubs in der Region Bourgogne-Franche-Comté verläuft. Er entspringt in den nordwestlichen Ausläufern des Jura, im Gemeindegebiet von Cusance und mündet gegenüber von Baume-les-Dames als linker Nebenfluss in den Doubs.

## Geografie
Der Cusancin entspringt bei Cusance den beiden großen Karstquellen Source Noire (dt. „Schwarze Quelle“) (Lage) und Source Bleue (dt. „Blaue Quelle“) (Lage). Die zwei dort entspringenden Quellflüsse tragen die Namen Cuse und Ance, woraus sich an deren Zusammenfluss der Cusancin bildet.
|  |  |

### Quellbäche
Der etwa 300 m lange, oft wasserreichere Cuse entspringt einer kleinen Höhle im Felsen. Die Source Noire, oder auch Source du Cusancin genannt, befindet sich auf der linken Seite des Tals. Die Quellhöhle kann in trockenen Zeiten versiegen, so dass der Fluss dann erst etwas talabwärts aus kleinen Hangquellen entspringt. Die Source Bleue, ein türkis schimmernder Quelltopf auf der rechten Talseite, ist die Quelle des ungefähr 500 m langen Ances. Er nimmt nach wenigen hundert Metern den meist trockengefallenen Bach Torrent des Alloz auf und vereinigt sich danach mit dem Cuse zum Cusancin. Beide Quellbäche betreiben eine Mühle.

### Verlauf
Der Cusancin entwässert anfangs Richtung West durch das rund 150 Meter tief eingeschnittene Tal Vallée de Cusance, wendet sich dann in mehreren Schleifen nach Nordost und mündet nach rund 13 Kilometern gegenüber von Baume-les-Dames als linker Nebenfluss in den Doubs, der in diesem Bereich einen Teil des Canal du Rhône au Rhin bildet.

### Zuflüsse
- Torrent des Alloz (rechts)
- Glaie Noire (links)
- Sesserant (links)

### Orte am Fluss
- Cusance
- Pont-les-Moulins
- Guillon-les-Bains